# Bragi
În mitologia nordică Bragi (în original, în limba norvegiană, Brage) este zeul elocvenței și al poeziei și patronul poeților. Tatăl lui este Odin, mama sa Frigg, iar soția sa este Idunna. 
Există ipoteze cum că Bragi ar fi fost de fapt un strălucit poet scandinav, care după moarte a fost sanctificat. El i-a spus direct lui Loki că nu era binevenit în Asgard, iar acesta l-a făcut un neștiutor. Nervos, Bragi a amenințat că îi va smulge capul lui Loki pentru a-i opri minciunile sfruntate. Apoi, Loki a fugit din Asgard și a prezis că zeii vor cădea cu toții. Bragi este considerat o adăugare recentă la panteonul germanic datorită multor poeți cele predau discipolilor înțelepciunea sa. Jurăminte importante se făceau deasupra Cupei lui Bragi.